# Francesc III Gonzaga
Francesc III Gonzaga (Màntua, 10 de març del 1533 – Màntua, 21 de febrer del 1550) fou el segon duc de Màntua i marquès de Montferrat del 1540 fins a la seva mort.

## Biografia
Francesc era fill del duc de Màntua Frederic II i de la marquesa de Montferrat Margarida Paleòloga. Tenia només 7 anys quan va morir el seu pare, això no obstant, el 5 de juliol del 1540, fou aclamat duc de Màntua i marquès de Montferrat. Li van fer de regents la seva mare i els seus oncles Ercole i Ferran.
El 28 de juny del 1543 l'emperador Carles V estava allotjat al castell Goffredo del marquès Aloisio Gonzaga,la mare de Francesc que estava en el veí castell de Medole va demanar a l'emperador que investís formalment al seu fill. En la cerimònia estaven presents els oncles Ferrant Gonzaga, governador de Milà, i el cardenal Ercole Gonzaga, tutors del noi. En la mateixa ocasió es van acordar les noces de Francesc amb la neboda de l'emperador, Caterina, filla de Ferran I d'Habsburg.
Les noces es van celebrar el 22 d'octubre del 1549, quan el nuvi ja tenia 16 anys. La vida en comú dels dos joves no va durar gaire, un parell de mesos després el duc va caure a les gèlides aigües del llac de Como durant una cacera i va emmalaltir de pulmonia. Després d'un període durant el qual semblava haver-se recuperat, el duc va empitjorar (potser a causa dels festeigs del carnaval) i va morir. Fou sebollit a la basílica de Santa Bàrbara.
Caterina va tornar a Àustria amb els seus pares i la successió ducal va passar al seu germà Guillem, encara menor d'edat.